# 사랑이 메아리치면
"사랑이 메아리치면"은 1964년 공개된 대한민국의 영화이다.

## 배역
- 김지미
- 박양원
- 김석훈
- 장동휘
- 이경희
- 방성자
- 황정순
- 강문